# George Hunt (Ruderer)
George Elwood „Shorty“ Hunt (* 1. August 1916 in Puyallup, Washington; † 3. September 1999 in Issaquah, Washington) war ein US-amerikanischer Ruderer.
Der 1,95 m große Hunt gehörte mit Herbert Morris und Joseph Rantz zu dem Achter der Class of 1937. Diese nie in einem Rennen geschlagene Ruderklasse der Washington Huskies, des Sportteams der University of Washington, begann 1933 mit dem Studium und schloss es 1937 ab. Hunt, Morris und Rantz gewannen bei den Achter-Meisterschaften der Intercollegiate Rowing Association den Freshmen-Titel 1934, den Juniorentitel 1935 und die Titel für die erste Mannschaft 1936 und 1937. 1936 qualifizierte sich der Achter der Huskies für die Teilnahme an den Olympischen Spielen in Berlin. Der Achter mit Hunt, Herbert Morris, Charles Day, Gordon Adam, John White, Jim McMillin, Joseph Rantz, Donald Hume und Steuermann Robert Moch gewann in Berlin vor den Italienern und den Deutschen, wobei alle drei Boote innerhalb einer Sekunde über die Ziellinie ruderten.
George Hunt schloss sein Studium als Bauingenieur ab. Er war im Zweiten Weltkrieg als Ingenieur bei der US Navy im Südpazifik. Nach dem Krieg gründete er in Seattle die Baufirma Collins-Hunt Construction und später die George E. Hunt Construction. Seine Firma baute die Bibliothek der Stadt Burien und die Lemieux Library der Seattle University.